# Tömpsä
Tömpsä är klippor i Finland.   De ligger i landskapet Kymmenedalen, i den södra delen av landet, 120 km öster om huvudstaden Helsingfors.
Terrängen runt Tömpsä är mycket platt.  Närmaste större samhälle är Kotka, 11,6 km väster om Tömpsä. 